# Can Montargull
Can Montargull és un edifici del municipi d'Avinyonet del Penedès (Alt Penedès) que forma part de l'Inventari del Patrimoni Arquitectònic de Catalunya.

## Descripció
Són cases situades al peu de la carretera Nacional, que destaquen per la composició i l'ornamentació de les seves façanes. Compostes de planta baixa i pis i amb coberta a dues vessants, mostren una ordenació interior típica de les cases entre mitgeres. Les obertures estan voltades per un marc en relleu i els coronaments decorats amb boles, amb garlandes i amb ceràmica blava.